# Phlegra
Pour la péninsule de Chalcidique, voir Péninsule de Cassandra.
Genre
Synonymes
- Parthenia C. L. Koch, 1850 nec Robineau-Desvoidy, 1830

Phlegra est un genre d'araignées aranéomorphes de la famille des Salticidae.

## Distribution
Les espèces de ce genre se rencontrent en Afrique, en Asie et en Europe sauf Phlegra hentzi d'Amérique du Nord et Phlegra proszynskii d'Australie.

## Liste des espèces
Selon World Spider Catalog (version 24, 06/06/2023) :
- Phlegra abessinica Strand, 1906
- Phlegra abhinandanvarthamani Prajapati, 2019
- Phlegra albostriata Simon, 1901
- Phlegra amitaii Prószyński, 1998
- Phlegra andreevae Logunov, 1996
- Phlegra arborea Wesołowska & Haddad, 2009
- Phlegra atra Wesołowska & Tomasiewicz, 2008
- Phlegra bairstowi Simon, 1886
- Phlegra bicognata Azarkina, 2004
- Phlegra bifurcata Schmidt & Piepho, 1994
- Phlegra blaugrana Azarkina, Pérez-Gómez & Sánchez-García, 2022
- Phlegra bresnieri (Lucas, 1846)
- Phlegra certa Wesołowska & Haddad, 2009
- Phlegra chrysops Simon, 1890
- Phlegra cinereofasciata (Simon, 1868)
- Phlegra crumena Próchniewicz & Hęciak, 1994
- Phlegra dhakuriensis (Tikader, 1974)
- Phlegra dimentmani Prószyński, 1998
- Phlegra dunini Azarkina, 2004
- Phlegra etosha Logunov & Azarkina, 2006
- Phlegra fasciata (Hahn, 1826)
- Phlegra ferberorum Prószyński, 1998
- Phlegra flavipes Denis, 1947
- Phlegra fulvastra (Simon, 1868)
- Phlegra fulvotrilineata (Lucas, 1846)
- Phlegra gagnoa Logunov & Azarkina, 2006
- Phlegra hentzi (Marx, 1890)
- Phlegra imperiosa Peckham & Peckham, 1903
- Phlegra insulana Schmidt & Krause, 1998
- Phlegra jacksoni Prószyński, 1998
- Phlegra karoo Wesołowska, 2006
- Phlegra kulczynskii Azarkina, 2004
- Phlegra langanoensis Wesołowska & Tomasiewicz, 2008
- Phlegra levis Próchniewicz & Hęciak, 1994
- Phlegra levyi Prószyński, 1998
- Phlegra lineata (C. L. Koch, 1846)
- Phlegra logunovi Azarkina, 2004
- Phlegra lugubris Berland & Millot, 1941
- Phlegra memorialis (O. Pickard-Cambridge, 1876)
- Phlegra micans Simon, 1901
- Phlegra nitidiventris (Lucas, 1846)
- Phlegra nuda Próchniewicz & Hęciak, 1994
- Phlegra obscurimagna Azarkina, 2004
- Phlegra palestinensis Logunov, 1996
- Phlegra particeps (O. Pickard-Cambridge, 1872)
- Phlegra parvula Wesołowska & Russell-Smith, 2000
- Phlegra pisarskii Żabka, 1985
- Phlegra pori Prószyński, 1998
- Phlegra prasanna Caleb & Mathai, 2015
- Phlegra procera Wesołowska & Cumming, 2008
- Phlegra profuga Logunov, 1996
- Phlegra proszynskii Żabka, 2012
- Phlegra proxima Denis, 1947
- Phlegra pusilla Wesołowska & van Harten, 1994
- Phlegra rothi Prószyński, 1998
- Phlegra samchiensis Prószyński, 1978
- Phlegra semipullata Simon, 1901
- Phlegra shulovi Prószyński, 1998
- Phlegra sierrana (Simon, 1868)
- Phlegra simplex Wesołowska & Russell-Smith, 2000
- Phlegra sogdiana Charitonov, 1946
- Phlegra solitaria Wesołowska & Tomasiewicz, 2008
- Phlegra soudanica Berland & Millot, 1941
- Phlegra stephaniae Prószyński, 1998
- Phlegra suaverubens Simon, 1886
- Phlegra swanii Mushtaq, Beg & Waris, 1995
- Phlegra tenella Wesołowska, 2006
- Phlegra tetralineata (Caporiacco, 1939)
- Phlegra theseusi Logunov, 2001
- Phlegra thibetana Simon, 1901
- Phlegra tillyae Prószyński, 1998
- Phlegra touba Logunov & Azarkina, 2006
- Phlegra tristis Lessert, 1927
- Phlegra v-epigynalis Hęciak & Prószyński, 1998
- Phlegra varia Wesołowska & Russell-Smith, 2000
- Phlegra yaelae Prószyński, 1998

## Systématique et taxinomie
Ce genre a été décrit par Simon en 1876 dans les Attidae.
Parthenia C. L. Koch, 1850, préoccupé par Parthenia Robineau-Desvoidy, 1830, a été placé en synonymie par Simon en 1901.

## Publication originale
- Simon, 1876 : Les arachnides de France. Paris, vol. 3, p. 1-364 (texte intégral).